# Bahnhof Londorf
Der Bahnhof Londorf ist eine Betriebsstelle am Streckenkilometer 12,7 der Bahnstrecke Grünberg–Lollar in Mittelhessen. Seit dem 30. September 1990 wird der einst betriebliche Mittelpunkt der Strecke im Zugverkehr nicht mehr bedient. Das Bahnhofsgebäude ist Kulturdenkmal laut Hessischem Denkmalschutzgesetz.

## Geschichte
Die Strecke zwischen Grünberg und Londorf wurde am 1. August 1896 eröffnet. Am 1. Juni 1902 wurde die Strecke von Londorf bis nach Lollar verlängert und schuf eine weitere Verknüpfung von Main-Weser-Bahn (Bahnhof Lollar) und Bahnstrecke Gießen–Fulda (Bahnhof Grünberg). Von 1896 bis 1902 war Londorf Endbahnhof der Strecke aus Grünberg. Hauptgrund für den Bau der Strecke war – wie bei vielen anderen auch – nicht der Personen-, sondern der Güterverkehr.
Der östliche Abschnitt nach Grünberg wurde aufgrund niedriger Fahrgastzahlen zu Beginn des Sommerfahrplans 1963 stillgelegt und 1965 zurückgebaut. Somit war Londorf wieder Endbahnhof, diesmal jedoch aus Richtung Lollar. Mit dem Ende des durchgehenden Betriebes verlor der Bahnhof an Bedeutung. So wurden viele betriebliche Einrichtungen stillgelegt und abgerissen (z. B. die Lokbehandlungsanlagen). Außerdem verlor der Bahnhof seine Eigenständigkeit.
Am 30. Mai 1981 verließ der letzte planmäßige Personenzug den Bahnhof, weil die Deutsche Bundesbahn den regelmäßigen Personenverkehr auch auf dem westlichen Abschnitt der Lumdatalbahn einstellte. Die Fahrgastzahlen von zuletzt etwa 700 Personen hätten einen weiteren Betrieb ermöglicht. Die Einstellung  wurde von vielen Protesten begleitet. Bis September 1990 wurden im Bahnhof noch Güterzüge beladen.

### Heutige Situation
2001 wurde mit der grundhaften Erneuerung der Kreisstraße 168 bei Allendorf (Lumda) der Bahnübergang Allertshäuser Straße entfernt und im Jahr 2003 die seit Frühjahr 1993 schadhafte Brücke über den Klingelbach demontiert. Seitdem ist die Strecke ab der Betriebsstelle Allendorf (Lumda) nach Londorf nicht mehr befahrbar. Trotz Stilllegung fanden in den 1990er Jahren Sonderverkehre bis Allendorf (Lumda) statt.

## Betrieb

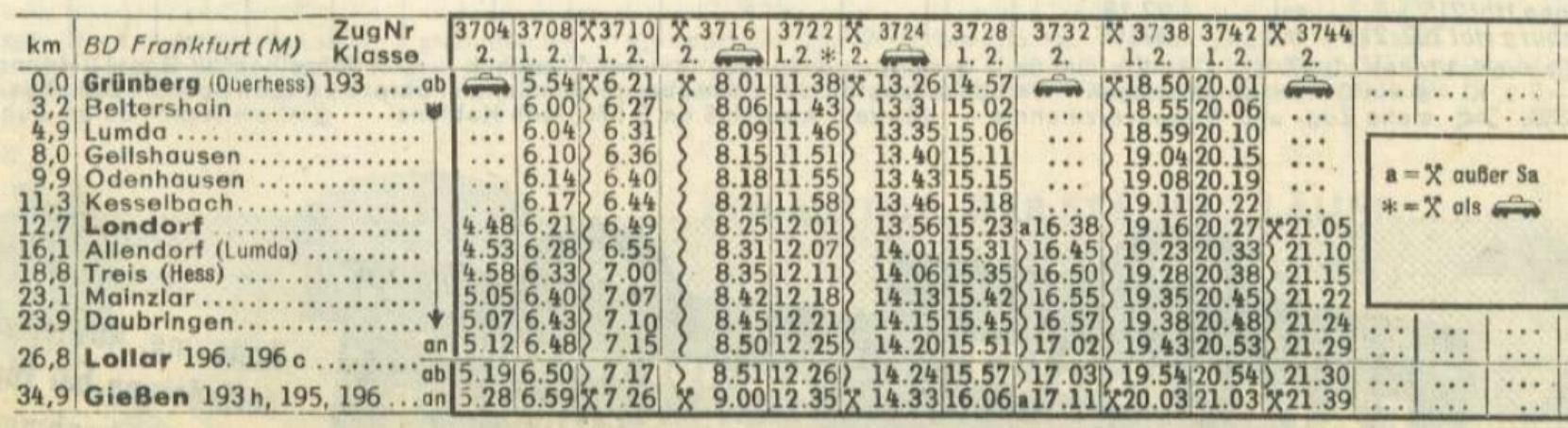
Ein Kursbuchauszug der Strecke Grünberg–Lollar aus dem Sommer 1959. Zu sehen sind die Zugrelationen von Grünberg bzw. Londorf nach Gießen.

Der Personenverkehr konzentrierte sich vor allem auf den Pendler- und Schülerverkehr in Richtung Gießen, wohin viele Züge umstiegsfrei durchgebunden wurden. Neben durchgehenden Zügen der Relation Grünberg–Gießen gab es zusätzliche Züge, die in Londorf begannen bzw. endeten und nur den Streckenteil in Richtung Lollar befuhren.
Wenige Leistungen der 1950er Jahre begannen in Gießen, verkehrten über die Bahnstrecke Gießen–Fulda zunächst nach Grünberg, um dann über Londorf und Lollar wieder in Gießen zu enden. In Londorf stand dafür ein Wasserkran direkt am Streckengleis zur Verfügung, dessen Fundament heute noch sichtbar ist.
1959 gab es von Montag bis Freitag acht durchgehende und drei in Londorf beginnende Züge nach Gießen. Am Wochenende waren es weniger. Es gab keine Vertaktung, so dass sich das Angebot meist auf die Morgen- und Abendstunden sowie den Mittag beschränkte. Alle Züge waren 2. Klasse und besaßen teilweise ein 1.-Klasse-Abteil. Nach der Stilllegung des Abschnittes nach Grünberg wurde der Verkehr ausschließlich auf das Oberzentrum Gießen ausgerichtet. Nach Schließung der Dampflokunterhaltung im Bw Gießen 1969 kamen einzelne Züge aus Limburg im Umlauf über Gießen bis Londorf. Der Wagenpark wurde teilweise dort über das Wochenende hinterstellt, die Lok abgezogen.

## Bahnanlagen

### Bahnhofsgebäude
Die Hochbauten bestanden aus einem dreigeschossigen Empfangsgebäude, einem hölzernen Güterschuppen und Lokbehandlungsanlagen. Letztere befanden sich im westlichen Bahnhofsbereich und beinhalteten auch einen zweiständigen Lokschuppen und einen Wasserturm. Die Anlagen wurden mit der Einstellung des Betriebes nach Grünberg 1963 komplett abgerissen. Das Empfangsgebäude wurde an die Gemeinde Rabenau verkauft und ist denkmalgeschützt. Im Erdgeschoss beherbergte es bis 2012 eine Rettungswache des DRK.
Bis zum 30. Juni 1977 war die Betriebsstelle Londorf von Bahnmitarbeitern besetzt. Noch bis etwa 1990 (kurz vor der Stilllegung) wurden im Hauptgebäude technische Bahnanlagen bedient. Der hölzerne Güterschuppen wurde abgerissen und durch einen großen Dorfgemeinschaftsraum („Bürgersaal am Bahnhof“) ersetzt.

### Gleisanlagen

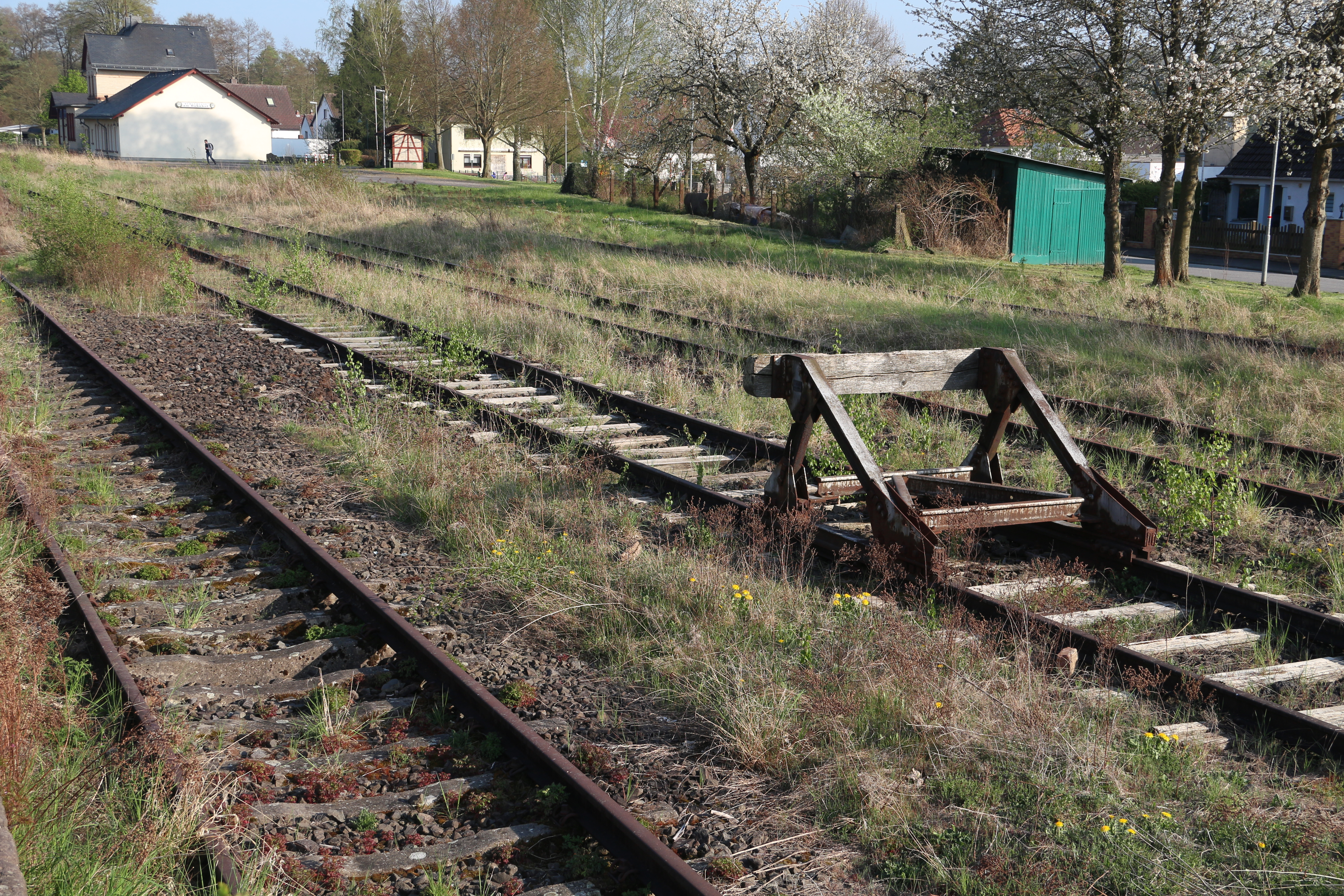
Gleisanlage 2015 – das Empfangsgebäude befindet sich links im Hintergrund

Im Bahnhof Londorf sind heute noch vier Gleise vorhanden:
- Gleis 1 ist ein Durchgangsgleis und liegt am Hausbahnsteig. Es diente neben der Funktion als Start- bzw. Endpunkt für Personenzüge auch als Abstell- und Umsetzgleis. Vor der Stilllegung der Strecke nach Grünberg wurde es als Kreuzungsgleis verwendet. Heute ist es als einziges der noch vorhandenen vier Gleise auf einem kurzen Stück wegen der Anlage einer Buswendeschleife verfüllt.
- Gleis 2 ist das Hauptgleis. Es liegt am Zwischenbahnsteig und diente bis 1963 ausschließlich durchgehenden Zügen. Seitdem wurde es zum Abstellen von Personenzügen verwendet.
- Gleis 3 diente als Güter-, Abstell- und Rangiergleis. Früher war es beidseitig angebunden, in den 1970er Jahren wurde es jedoch zum Stumpfgleis zurückgebaut. Seitdem kann es nur noch aus Richtung Grünberg über die etwa 300 m lange Verlängerung von Gleis 2, welche nach dem Abbau der Reststrecke als Ausziehgleis diente, angefahren werden.
- Gleis 4 diente als Ladegleis für Güterzüge. Es ist ebenfalls ein Stumpfgleis und kann wie Gleis 3 nur aus Richtung Grünberg angefahren werden, war jedoch wie Gleis drei bis mindestens 1959 beidseitig angebunden. Neben dem Gleis ist in Richtung des Bahnübergangs Brodbachstraße eine kombinierte Kopf- und Seitenrampe angelegt, es folgt eine Ladestraße sowie mehrere Lagerplätze. Bis in die 1950er Jahre führte das Gleis in östliche Richtung über den Bahnübergang der heutigen Leestraße zu einem privaten Gleisanschluss, wo neben einer Lagerhalle eine weitere Seitenrampe angelegt war. Die Fundamente sind noch erkennbar.

Schon vor 1960 hat man den ehemaligen zweiständigen Dampflokschuppen nebst Zufahrtsgleisen zurückgebaut. Er lag in der westlichen Bahnhofseinfahrt, direkt am Bahnübergang Brodbachstraße zwischen der Bahnlinie und der Straße Im Feldchen. Der Lokschuppen mit Wasserturm und Wohn-/Werkstatträumen war von Gleis 1 aus über die Weichenverbindung W8/W10 erreichbar.
Auf der Seite des Bahnhofsgebäudes parallel zum Gleis 1 lag bis in die späten 1960er Jahre hinein noch das Gleis 5, an welchem eine weitere Ladestraße angelegt war. Es endete stumpf an der kurzen gleisseitigen Rampe des Güterschuppens.

## Lage/Verkehrsanbindung
Der Bahnhof Londorf liegt sehr zentral und schließt sich direkt an den Ortskern an. Neben dem Empfangsgebäude wurde – allerdings erst nach der Einstellung des Personenverkehrs – eine Buswendeschleife eingerichtet. Dort hält unter anderem die Buslinie 520 des Rhein-Main-Verkehrsverbundes (RMV). Diese fährt entlang der Lumdatalbahn zum Bahnhof Gießen. Andere Buslinien fahren den Grünberger Bahnhof an der Vogelsbergbahn oder umliegende Dörfer an.